# Eupithecia indecora
Eupitecia indecora es una especie de polilla de la familia Geometridae. La especie fue descrita por primera vez por András Mátyás Vojnits en 1981 con distribución en la provincia de Shanxi, China. El holotipo fue descrito en los alrededores del monte Mian, conocido por su nombre en chino, Mianshan, provincia de Shaanxi, a unos 1500 metros (4921,3 pies) de altitud. Tiene gran parecido con otra especie de la provincia, Eupithecia thalicrata.